# Modern Romance
Modern Romance (bra: Um Romance Moderno) é um filme norte-americano de comédia romântica lançado em 1981, dirigido e estrelado por Albert Brooks, que também co-escreveu o roteiro com Monica Mcgowan Johnson.

## Elenco
- Albert Brooks como Robert Cole
- Kathryn Harrold como Mary Harvard
- Bruno Kirby como Jay
- James L. Brooks como David
- George Kennedy como ele mesmo; Zoron

## Recepção
O filme tem uma classificação de 82% no agregador de críticas Rotten Tomatoes com base em 22 avaliações. O consenso crítico da página afirma: "Modern Romance contém todas as características do melhor trabalho de Albert Brooks: sombriamente engraçado, conflituoso e repleto de observações concisas sobre o comportamento humano".
Gary Arnold do The Washington Post concedeu uma avaliação negativa, afirmando que o filme "provavelmente interessará apenas aqueles que desejam o melhor a Brooks e não se importam em fazer concessões extravagantes" no roteiro.
Fernando F. Croce da Slant Magazine alegou que a "personalidade cômica de Brooks é definida por sua imparabilidade" e o comparou com Jerry Lewis. Dave Kehr da Chicago Reader também concordou, chamando a obra de "ridícula e muito engraçada". Derek Adams da revista Time Out, classificou o trabalho como "extremamente engraçado, ultra-descolado e alarmantemente perspicaz".
De acordo com Brooks, Stanley Kubrick era um grande fã da produção. Ele conta a história de que Kubrick ligou para ele depois de ver o filme e perguntou: "Como você fez esse filme? Sempre quis fazer um filme sobre ciúme".